# Xantatge nuclear
Xantatge nuclear (títol original: The Peacekeeper) és una pel·lícula estatunidenca d'acció dirigida per Frédéric Forestier, i protagonitzada per Dolph Lundgren. La pel·lícula segueix al Major Frank Cross, que és l'únic home que pot impedir un holocaust nuclear. L'amenaça és d'un grup terrorista, que ha robat l'ordinador personal de comunicacions del President, que té la capacitat de llançar l'arsenal nuclear dels EUA. La pel·lícula va ser feta a la ciutat de Mont-real, Quebec. Ha estat doblada al català.

## Argument
El Major Frank Cross, un heroi popular per haver ajudat a refugiats kurds pel seu compte, té la confiança del president per protegir la maleta que conté els codis secrets que accionen l'arsenal d'armes nuclears del país. Un grup terrorista, comandat per un coronel de marines, Douglas Murphy, donat per mort a l'Iraq, aconsegueix robar-li la maleta i capturar una sitja nuclear a prop de Chicago matant als seus guardians. Amb la maleta poden llavors controlar els míssils nuclears dins de la sitja sense que es pugui fer res i amb un d'ells destrueixen la muntanya Rushmore per demostrar que tenen el control de la sitja. El coronel, la unitat de combat del qual va ser exterminada per motius polítics a l'Iraq pel president davant els seus ulls en un atac que també anava dirigit cap a ell, sotmet després al país a un terrible xantatge: si el president no se suïcida davant les càmeres de TV, Washington serà destruïda amb els míssils nuclears. El Major Cross, que ha aconseguit infiltrar-se entre els terroristes, i el Coronel Northrop, únic supervivent de la sitja, són els únics amb possibilitats d'enfrontar-s'hi

## Repartiment
- Dolph Lundgren - Major Frank Cross
- Michael Sarrazin - Tt. Coronel Douglas Murphy
- Montel Williams - Tt. Coronel Northrop
- Roy Scheider - President Robert Baker
- Christopher Heyerdahl - Hettinger
- Allen Altman - McGarry
- Martin Neufeld - Decker
- Monika Schnarre - Jane
- Tim Correo - Nelson
- Carl Alacchi - Holbrook
- Chip Chuipka - Davis
- Roc LaFortune - Abbott
- Gouchy Chico - Robinson
- Serge Houde - Secretari de Defensa